# Liste der Kulturdenkmale in Kottewitz (Nossen)
In der Liste der Kulturdenkmale in Kottewitz sind die Kulturdenkmale des Nossener Ortsteils Kottewitz verzeichnet, die bis April 2021 vom Landesamt für Denkmalpflege Sachsen erfasst wurden (ohne archäologische Kulturdenkmale). Die Anmerkungen sind zu beachten.
Diese Aufzählung ist eine Teilmenge der Liste der Kulturdenkmale in Nossen.

## Kottewitz
| Bild                                    | Bezeichnung | Lage                      | Datierung | Beschreibung | ID       |
| --------------------------------------- | --- | ------------------------- | --- | --- | -------- |
| Direkt Bild zu diesem Denkmal hochladen | Eisenbahnbrücke der Bahnstrecke Borsdorf–Coswig über die Straße Buschhaus                                            | Kottewitz (Karte)         | Zwischen 1898/1909 | Naturstein-Bogenbrücke, baugeschichtlich und eisenbahngeschichtlich von Bedeutung | 09304573 |
| Direkt Bild zu diesem Denkmal hochladen | Wohnstallhaus, Seitengebäude (Torhaus) und Scheune eines ehemaligen Vierseithofes sowie Schuppen außerhalb des Hofes | Kottewitz 1 (Karte)       | Ende 18. Jahrhundert (Wohnstallhaus); bezeichnet mit 1805 (Torhaus); Ende 19. Jahrhundert (Scheune); Ende 19. Jahrhundert (Scheune) | Wohnstallhaus markanter Fachwerkbau mit Steildach, Scheune verputzter Massivbau, Zeugnis ländlicher Architektur und Volksbauweise seiner Zeit, baugeschichtlich und wirtschaftsgeschichtlich bedeutend, Fachwerk massiv untersetzt. Das Wohnstallhaus Kottewitz 23 und die Scheune Kottwitz 1 sind Teil eines der am besten erhaltenen Dörfer des Landkreises Meißen. Der malerische Ortskern von Kottewitz erscheint trotz mancher Veränderung noch in sich geschlossen und gibt ein eindrucksvolles Bild von der Hauslandschaft in Mittelsachsen wieder, vor allem deshalb weil sich hier vergleichsweise viele charakteristische Fachwerkbauten auf engem Raum erhalten haben. Zu diesen gehört auch das Wohnstallhaus Kottewitz 23. Hier verbirgt sich die Konstruktion lediglich unter einer Verbretterung. Abgesehen davon bildet es mit den benachbarten Häusern des Anwesens Kottewitz 22 eine für das Ortsbild wichtige Baugruppe. Die Scheune Kottewitz 1 ist Teil des nach wie vor beeindruckendsten Hofes der kleinen Siedlung. Die Denkmaleigenschaft der nachgetragenen Objekte resultiert nach dem hier Dargelegten vor allem aus ihrer baugeschichtlichen Bedeutung, d. h. dem exemplarischen Wert für die ländliche Architektur Mittelsachsens insbesondere in der ersten Hälfte des 19. Jahrhunderts und kurz davor. Mit 1805 bezeichneter Torbogen des Torhauses und vorgesetzter Speicher wurden mittlerweile abgebrochen.   | 09267826 |
| Direkt Bild zu diesem Denkmal hochladen | Wohnstallhaus eines Bauernhofes                                                                                      | Kottewitz 2 (Karte)       | 1. Hälfte 19. Jahrhundert, im Kern älter                                                                                            | Markanter Fachwerkbau, Fachwerk zum Teil auch im Erdgeschoss, bildet Ensemble mit benachbarten Bauten, Zeugnis ländlicher Architektur und Volksbauweise seiner Zeit, baugeschichtlich bedeutend. Fachwerk, massiv untersetzt, desolater Zustand. | 09267824 |
| Direkt Bild zu diesem Denkmal hochladen | Wohnstallhaus | Kottewitz 3 (Karte)       | Ende 18. Jahrhundert | Markanter Fachwerkbau mit altertümlicher Konstruktion (K-Streben, Wilde-Mann-Figur), bildet ursprüngliches Ensemble mit benachbarten Bauten, Zeugnis ländlicher Architektur und Volksbauweise seiner Zeit, baugeschichtlich bedeutend. Fachwerk, massiv untersetzt, sehr desolater Zustand. | 09267825 |
| Direkt Bild zu diesem Denkmal hochladen | Wohnstallhaus und Seitengebäude eines Bauernhofes                                                                    | Kottewitz 7 (Karte)       | Ende 18. Jahrhundert | Charakteristisches Fachwerkensemble, mit altertümlicher Konstruktion (Wohnstallhaus mit K-Streben und Wilde-Mann-Figur), markantes Beispiel ländlicher Architektur und Volksbauweise seiner Zeit, baugeschichtlich bedeutend, Fachwerk massiv untersetzt | 09267822 |
| Direkt Bild zu diesem Denkmal hochladen | Wohnstallhaus eines Bauernhofes                                                                                      | Kottewitz 14 (Karte)      | 1. Hälfte 19. Jahrhundert | Obergeschoss Fachwerk massiv untersetzt, charakteristischer ländlicher Bau seiner Zeit, baugeschichtlich bedeutend | 09267818 |
| Direkt Bild zu diesem Denkmal hochladen | Wohnstallhaus und Torpfeiler eines Dreiseithofes                                                                     | Kottewitz 16 (Karte)      | 1. Hälfte 19. Jahrhundert | Beeindruckender ländlicher Bau aus der Mitte des 19. Jahrhunderts mit Fachwerkobergeschoss und Drillingsfenster (Serlio-Motiv) im Giebel, charakteristisches Zeugnis ländlicher Architektur und Volksbauweise seiner Zeit, baugeschichtlich bedeutend, bildet Dreiseithof mit Nummer 16a. Fachwerk, massiv untersetzt, Fledermausgaupen. | 09267817 |
| Direkt Bild zu diesem Denkmal hochladen | Wohnstallhaus mit integrierter Scheune                                                                               | Kottewitz 18a (Karte)     | Um 1800 | Charakteristischer Fachwerkbau, markantes Beispiel ländlicher Architektur und Volksbauweise seiner Zeit, baugeschichtlich bedeutend. Fachwerk, massiv untersetzt, neues Vorhaus. | 09267821 |
| Direkt Bild zu diesem Denkmal hochladen | Wohnstallhaus (Nr. 19), Stallgebäude und Seitengebäude (Nr. 19b) eines ehemaligen Vierseithofes                      | Kottewitz 19, 19b (Karte) | 1. Hälfte 19. Jahrhundert | Markantes, geschlossenes Hofensemble, zwei Bauten mit Fachwerk im Obergeschoss, erhaltenswertes Beispiel ländlicher Architektur und Volksbauweise seiner Zeit, baugeschichtlich bedeutend. Fachwerk, massiv untersetzt. | 09267820 |
| Direkt Bild zu diesem Denkmal hochladen | Wohnstallhaus und Scheune eines Bauernhofes                                                                          | Kottewitz 22 (Karte)      | 1. Hälfte 19. Jahrhundert | Charakteristisches Ensemble im Dorfkern, Hauptbau mit Fachwerk im Obergeschoss, markantes Beispiel ländlicher Architektur und Volksbauweise seiner Zeit, baugeschichtlich bedeutend. - Wohnstallhaus: Fachwerk, massiv untersetzt, Giebel verbrettert - Scheune: Fachwerk | 09267819 |
| Direkt Bild zu diesem Denkmal hochladen | Wohnstallhaus eines Bauernhofes                                                                                      | Kottewitz 23 (Karte)      | Bezeichnet mit 1864 | Obergeschoss Fachwerk verkleidet, bildet ursprüngliches Ensemble mit benachbarten Bauten, Zeugnis ländlicher Architektur und Volksbauweise seiner Zeit, baugeschichtlich bedeutend. Das Wohnstallhaus Kottewitz 23 und die Scheune Kottwitz 1 sind Teil eines der am besten erhaltenen Dörfer des Landkreises Meißen. Der malerische Ortskern von Kottewitz erscheint trotz mancher Veränderung noch in sich geschlossen und gibt ein eindrucksvolles Bild von der Hauslandschaft in Mittelsachsen wieder, vor allem deshalb weil sich hier vergleichsweise viele charakteristische Fachwerkbauten auf engem Raum erhalten haben. Zu diesen gehört auch das Wohnstallhaus Kottewitz 23. Hier verbirgt sich die Konstruktion lediglich unter einer Verbretterung. Abgesehen davon bildet es mit den benachbarten Häusern des Anwesens Kottewitz 22 eine für das Ortsbild wichtige Baugruppe. Die Scheune Kottewitz 1 ist Teil des nach wie vor beeindruckendsten Hofes der kleinen Siedlung. Die Denkmaleigenschaft der nachgetragenen Objekte resultiert nach dem hier Dargelegten vor allem aus ihrer baugeschichtlichen Bedeutung, d. h. dem exemplarischen Wert für die ländliche Architektur Mittelsachsens insbesondere in der ersten Hälfte des 19. Jahrhunderts und kurz davor. - Wohnhaus: Obergeschoss Fachwerk, verbrettert - Seitengebäude: Fachwerk, Rückseite verbrettert, ein Giebel verputzt, wegen Veränderungen 2011 gestrichen | 09267823 |
| Direkt Bild zu diesem Denkmal hochladen | Seitengebäude eines Vierseithofes                                                                                    | Kottewitz 24 (Karte)      | 1. Hälfte 19. Jahrhundert | Obergeschoss Fachwerk, Zeugnis ländlicher Architektur und Volksbauweise seiner Zeit, baugeschichtlich von Bedeutung, bildet Vierseithof mit Nummer 24a. Stallgebäude (mit darüberliegender Wohnung), Fachwerk, massiv untersetzt. | 09267827 |

## Tabellenlegende
- Bild: Bild des Kulturdenkmals, ggf. zusätzlich mit einem Link zu weiteren Fotos des Kulturdenkmals im Medienarchiv Wikimedia Commons. Wenn man auf das Kamerasymbol klickt, können Fotos zu Kulturdenkmalen aus dieser Liste hochgeladen werden:
- Bezeichnung: Denkmalgeschützte Objekte und ggf. Bauwerksname des Kulturdenkmals
- Lage: Straßenname und Hausnummer oder Flurstücknummer des Kulturdenkmals. Die Grundsortierung der Liste erfolgt nach dieser Adresse. Der Link (Karte) führt zu verschiedenen Kartendiensten mit der Position des Kulturdenkmals. Fehlt dieser Link, wurden die Koordinaten noch nicht eingetragen. Sind diese bekannt, können sie über ein Tool mit einer Kartenansicht einfach nachgetragen werden. In dieser Kartenansicht sind Kulturdenkmale ohne Koordinaten mit einem roten bzw. orangen Marker dargestellt und können durch Verschieben auf die richtige Position in der Karte mit Koordinaten versehen werden. Kulturdenkmale ohne Bild sind an einem blauen bzw. roten Marker erkennbar.
- Datierung: Baubeginn, Fertigstellung, Datum der Erstnennung oder grobe zeitliche Einordnung entsprechend des Eintrags in der sächsischen Denkmaldatenbank
- Beschreibung: Kurzcharakteristik des Kulturdenkmals entsprechend des Eintrags in der sächsischen Denkmaldatenbank, ggf. ergänzt durch die dort nur selten veröffentlichten Erfassungstexte oder zusätzliche Informationen
- ID: Vom Landesamt für Denkmalpflege Sachsen vergebene, das Kulturdenkmal eindeutig identifizierende Objekt-Nummer. Der Link führt zum PDF-Denkmaldokument des Landesamtes für Denkmalpflege Sachsen. Bei ehemaligen Kulturdenkmalen können die Objektnummern unbekannt sein und deshalb fehlen bzw. die Links von aus der Datenbank entfernten Objektnummern ins Leere führen. Ein ggf. vorhandenes Icon  führt zu den Angaben des Kulturdenkmals bei Wikidata.